# 上海四大佛寺
上海四大佛寺為靜安區靜安寺、徐匯區龍華寺、普陀区玉佛寺與普陀区真如寺。
1. 靜安寺：位於上海市靜安區。
2. 龍華寺：位於上海市徐匯區。
3. 玉佛寺：位於上海市普陀区。
4. 真如寺：位於上海市普陀区。